# Grewia tannifera
Grewia tannifera är en malvaväxtart som beskrevs av Bénédict Pierre Georges Hochreutiner. Grewia tannifera ingår i släktet Grewia och familjen malvaväxter. Inga underarter finns listade i Catalogue of Life.